# Liste der Kulturdenkmäler in Nieder-Olm
In der Liste der Kulturdenkmäler in Nieder-Olm sind alle Kulturdenkmäler der rheinland-pfälzischen Stadt Nieder-Olm aufgeführt. Grundlage ist die Denkmalliste des Landes Rheinland-Pfalz (Stand: 3. April 2024).

## Denkmalzonen
| Bezeichnung                    | Lage         | Baujahr | Beschreibung                                                                               | Bild                           |
| ------------------------------ | ------------ | ------- | ------------------------------------------------------------------------------------------ | ------------------------------ |
| Denkmalzone Jüdischer Friedhof | Am Woog Lage | 1855    | zwischen 1855 und 1878 angelegtes längsrechteckiges Areal; 27 Grabsteine von 1879 bis 1934 | weitere Bilder Fotos hochladen |

## Einzeldenkmäler
| Bezeichnung                        | Lage                                | Baujahr                              | Beschreibung | Bild                           |
| ---------------------------------- | ----------------------------------- | ------------------------------------ | --- | ------------------------------ |
| Spolie                             | Alte Landstraße, an Nr. 9 Lage      | 1712                                 | Sandsteintafel mit Hauszeichen, bezeichnet 1712 | Fotos hochladen                |
| Hofanlage                          | Alte Landstraße 10 Lage             | Mitte des 18. Jahrhunderts           | barocker Hakenhof mit Garten, Mitte des 18. Jahrhunderts; Wohnhaus, Fachwerkobergeschoss um 1900/10 verbrettert; stattliche barocke Bruchsteinscheune, bezeichnet 1756, Kelterhaus, wohl aus dem späten 18. Jahrhundert, unter Krüppelwalmdach zusammengefasst; ortsbildprägend | weitere Bilder Fotos hochladen |
| Katholisches Pfarrhaus             | Alte Landstraße 30 Lage             | 18. Jahrhundert                      | herrschaftlicher barocker (Krüppel-)Walmdachbau, 18. Jahrhundert; klassizistische Torpfeiler; Portal: barocke Spolien, Sprenggiebel um 1700 | Fotos hochladen                |
| Wegekapelle                        | Am Woog Lage                        | drittes Viertel des 19. Jahrhunderts | Kalksteinquaderbau, wohl aus dem dritten Viertel des 19. Jahrhunderts | weitere Bilder Fotos hochladen |
| Grenzstein                         | Backhausstraße, an Nr. 14 Lage      | 1602                                 | Grenzstein, bezeichnet 1602 | Fotos hochladen                |
| Wegekreuz                          | Backhausgasse, bei Nr. 27 Lage      | 1916                                 | Wegekreuz mit weiß gefasstem Metallkorpus, Unterbau bezeichnet 1916; straßenbildprägend | Fotos hochladen                |
| Woogmühle                          | Bussolengo-Platz 6 Lage             | 1825                                 | breit proportionierter, eingeschossiger Krüppelwalmdachbau, 1825 | weitere Bilder Fotos hochladen |
| Wegekreuz                          | Domherrnstraße, bei Nr. 2 Lage      | 1785                                 | reliefierter Kreuzstamm und Korpus barock, 1785 (?), auf klassizistischem Sockel | Fotos hochladen                |
| Wasserbehälter                     | Ebersheimer Straße, bei Nr. 9 Lage  | 1892                                 | polychromer Klinkerbau, Neurenaissance, bezeichnet 1892; straßenbildprägend | weitere Bilder Fotos hochladen |
| Schmiede Wettig                    | Enggasse 15 Lage                    | Mitte des 19. Jahrhunderts           | Parallelhof; eingeschossiger Kalkbruchsteinbau, nach der Mitte des 19. Jahrhunderts, mit Schmiede, am Kellerabgang bezeichnet 1676; rückwärtig Hufschmiede mit Inventar, bezeichnet 1878; skulptiertes Tympanonrelief des ehemaligen Amtsgerichts, 1894; Säulen und Kapitell wohl von einer Villa rustica | weitere Bilder Fotos hochladen |
| Friedhofsarchitektur und Grabmäler | Friedhofsweg, auf dem Friedhof Lage | 19. und 20. Jahrhundert              | Friedhof 1806 angelegt - an der modernen Leichenhalle: „schwebende“ Bronzefigur des Auferstandenen, 1957, Bildhauer Heinz Müller-Olm; - Friedhofskreuz, monumentalisierende Kreuzigungsgruppe, Bildhauer Heinz Müller-Olm - versetztes Kriegerdenkmal 1870/71, reliefierter Rotsandstein-Obelisk, bezeichnet 1873 - Kriegerdenkmal 1914/18, monumentale Skulpturengruppe, 1937, Bildhauer Heinz Müller-Olm - Grabmal Familie Heinrich Eckes († 1969): trauernder Todesengel, um 1900 - Grabmal Jean Liebmann († 1921): Baumkreuz - Grabmal Familie Johannes Deutschmann: spitzbogige Stele mit Relief, 1930er Jahre, Bildhauer Heinz Müller-Olm - Grabmal Familie Heinrich Ruf I († 1932): Schauwand mit hl. Barbara - Grabmal Familie Sebastian Joest († 1942): Granitstele mit Relief der Grablegung Christi - Grabmal Familie Johann Darmstadt († 1959): galvanoplastisches Relief | weitere Bilder Fotos hochladen |
| Kreuz                              | Kleine Untergasse, an Nr. 29 Lage   | 18. Jahrhundert                      | barockes Reliefkruzifix, 18. Jahrhundert | Fotos hochladen                |
| Wegekreuz                          | Kreuzstraße, bei Nr. 10 Lage        | 1771                                 | reliefierter Tischsockel, Kreuzstamm bezeichnet 1771 | Fotos hochladen                |
| Wegekreuz                          | Oppenheimer Straße, bei Nr. 1 Lage  | zweite Hälfte des 19. Jahrhunderts   | Rotsandsteinkreuz mit weiß gefasstem Korpus, zweite Hälfte des 19. Jahrhunderts | Fotos hochladen                |
| Skulptur                           | Pariser Straße, an Nr. 41 Lage      | 1931                                 | Hausmadonna, Rotsandstein, bezeichnet 1931, Bildhauer Heinz Müller-Olm | weitere Bilder Fotos hochladen |
| Zaun                               | Pariser Straße, bei Nr. 44 Lage     | um 1900                              | Vorgarteneinfriedung; aufwändiger schmiedeeiserner Gitterzaun, um 1900; straßenbildprägend | weitere Bilder Fotos hochladen |
| Evangelische Gustav-Adolf-Kirche   | Pariser Straße 77 Lage              | 1861–65                              | Saalbau mit anspruchsvoller Fassade, Rundbogenstil, 1861–65, Architekt Kreisbaumeister Ignaz Opfermann; straßenbildprägend | Fotos hochladen                |
| Kriegerdenkmal                     | Pariser Straße, bei Nr. 77 Lage     | 1922                                 | im Kirchgarten neuklassizistischer Kriegergedächtnisstein 1914/18 von 1922 | Fotos hochladen                |
| Wohnhaus                           | Pariser Straße 83 Lage              | 1831/32                              | klassizistisches Wohnhaus, 1831/32, Balkon auf hölzernen Stützen, um 1890/1900; Ökonomie; weitläufige Gartenanlage, Gartenbauarchitekt Heinrich Siesmayer, Bockenheim, mit Umfassungsmauer aus dem 19. Jahrhundert, Pavillon um 1900 | weitere Bilder Fotos hochladen |
| Wohnhaus                           | Pariser Straße 89 Lage              | nach 1810                            | nachbarockes Breitgiebelhaus, Krüppelwalmdach, teilweise Fachwerk, wohl bald nach 1810, Holzschindelverkleidung um 1910; straßenbildprägend | Fotos hochladen                |
| Katholische Pfarrkirche St. Georg  | Pariser Straße 99 Lage              | ab dem frühen 12. Jahrhundert        | romanischer Chorturm, wohl aus dem frühen 12. Jahrhundert, romanisierendes Glockengeschoss 1837; gotische Chorkapelle, wohl um 1400; repräsentativer spätbarocker Saalbau, bezeichnet 1778 und 1779, Architekt Baudirektor Jakob Joseph Schneider; straßenbildprägend | weitere Bilder Fotos hochladen |
| Kirchhof                           | Pariser Straße, bei Nr. 99 Lage     | 15. bis 19. Jahrhunderts             | aufgelassener Kirchhof mit teilweise erhaltener Ringmauer, Kreuzigungsgruppe um 1760, gotische Grabplatte, 15. Jahrhundert (?), reliefiertes Grabkreuz von 1695, klassizistischer Priestergrabstein um 1800, Grabmal H. Metz († 1895) | weitere Bilder Fotos hochladen |
| Rathaus und Friedensgericht        | Pariser Straße 101 Lage             | 1827                                 | ehemaliges Rathaus und Friedensgericht; klassizistischer Walmdachbau, 1827, Architekt wohl Landbaumeister Friedrich Schneider, Mainz | weitere Bilder Fotos hochladen |
| Torbogen                           | Pariser Straße, an Nr. 108 Lage     | 1711                                 | reich profilierter Torbogen, bezeichnet 1711 | Fotos hochladen                |
| Gedenktafel                        | Pariser Straße, an Nr. 113 Lage     | 1930                                 | Gedenktafel, Bronze, Profilbildnis Wilhelm Holzamer, Bildhauer Heinz Müller-Olm, Nieder-Olm | Fotos hochladen                |
| Wohnhaus                           | Pariser Straße 127 Lage             | 1817                                 | klassizistisches Wohnhaus, bezeichnet 1817, verbrettertes Fachwerkobergeschoss wohl um 1900; im Hof spätklassizistischer Grabstein; großer Garten mit Schmiedeeisenzaun und Bruchsteinmauer | Fotos hochladen                |
| Wohnhaus                           | Pfarrgasse 3 Lage                   | 1765                                 | ehemaliges katholisches Pfarrhaus; großvolumiger spätbarocker Krüppelwalmdachbau, bezeichnet 1765 | Fotos hochladen                |